# Ramal ferroviario Mendoza-San Juan
El Ramal Mendoza-San Juan pertenece al Ferrocarril General San Martín, Argentina.

## Ubicación
Se halla en las provincias de Mendoza y San Juan.

## Características
Es un ramal perteneciente a la red del Ferrocarril General San Martín con una extensión de 156 km (kilómetros) entre las ciudades de Mendoza y San Juan. Fue inaugurado por el entonces Ferrocarril Andino el 6 de junio de 1885.

## Servicios

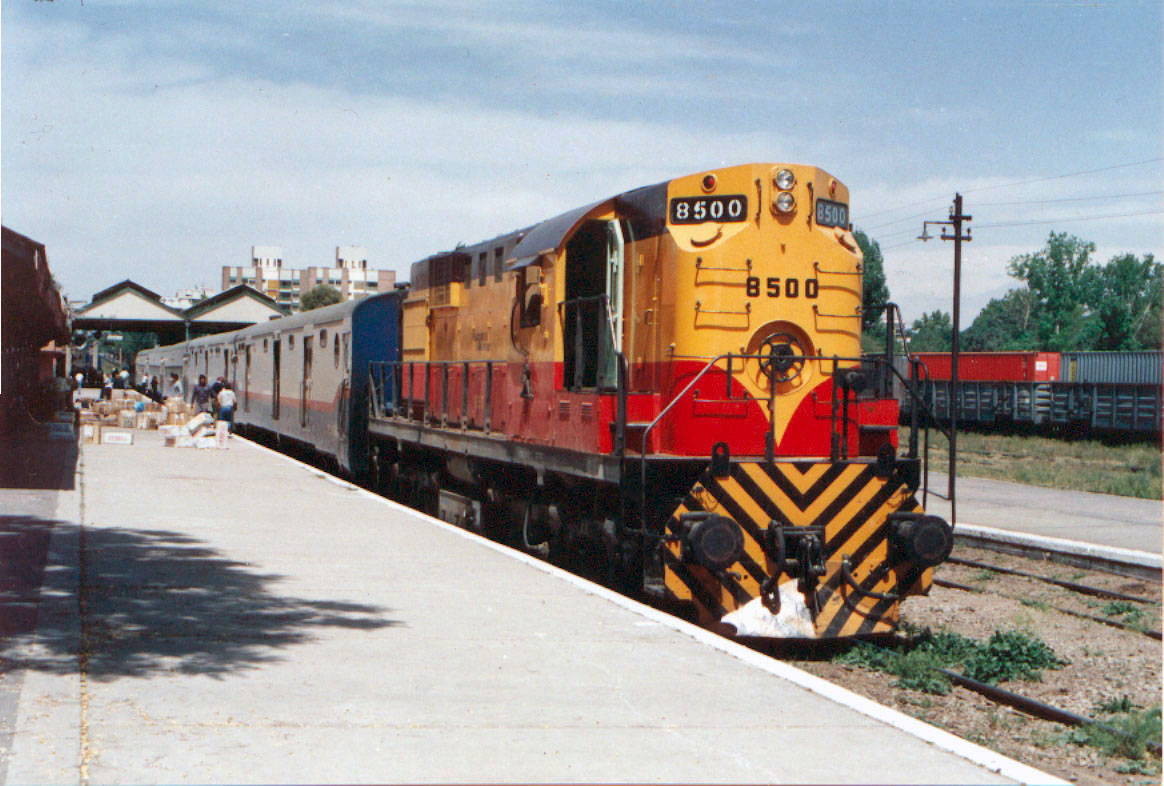
El Aconcagua en Mendoza y a punto de partir hacia San Juan, en la década de 1980.

No presta servicios de pasajeros desde 1993. A San Juan llegaban los servicios El Sanjuanino, El Libertador, El Aconcagua, El Zonda y El Baqueano. Hay proyectos para la vuelta del tren de pasajeros. En la actualidad sólo funcionan servicios de carga, a cargo de Trenes Argentinos Cargas.